# 涡轴-10
涡轴-10，正式編號FWZ-10，是中华人民共和国研制设计的一款涡轮轴航空发动机，用于直-20等机型。

#### 使用机型
- 直-20